# Ferenc Mádl
Ferenc Mádl (Bánd, 29 gennaio 1931 – Budapest, 29 maggio 2011) è stato un politico ungherese.
Ha ricoperto la carica di Presidente della Repubblica Ungherese dal 4 agosto 2000 al 5 agosto 2005.